# Me and Bobby McGee
"Me and Bobby McGee" er en sang skrevet af Kris Kristofferson og Fred Foster, oprindelig indspillet af Roger Miller. En række  andre musikere har indspillet den senere, herunder Grateful Dead, Kristofferson selv, Kenny Rogers and The First Edition, Gordon Lightfoot, Miranda Lambert og mange flere. Den kendteste udgave er en version med Janis Joplin, hvis posthumt udgivne indspilning toppede den amerikanske hitliste i 1971. 

## Historie
Forslaget til titlen kom fra producenten og Monument Records grundlægger Fred Foster.
Selv om Kristofferson ikke skrev sangen til Joplin, blev den stærkt knyttet til hende efter hendes død.

## Fortælling
Sangen er historien om to blaffere, fortælleren og hans kæreste, Bobby McGee. Parret kører syngende gennem de Amerikanske sydstater og ender i Californien. hvor de skilles. Sangeren fortæller om sin sorg over, at Bobby McGee valgte at tage videre alene. 
Roger Miller var den første kunstner, der indspillede sangen i en version, som blev nummer 12 på den amerikanske countryhitliste i 1969.[kilde mangler] Gordon Lightfoots version, der blev nummer 13 på pop - musiklisten og nummer 1 på country - musiklisten i sit hjemland Canada i 1970. [kilde mangler] Sangen blev optaget på et Statler Brothers album, men blev ikke udgivet som en single.
Kenny Rogers and The First Edition indspillede sangen (med Rogers som lead vokal) og udgav den i albummet Ruby, Don't Take Your Love to Town i 1969.
Joplin indspillede sangen til hendes Pearl album kun et par dage før hendes død i oktober 1970. Kristofferson havde sunget den for hende, men han vidste ikke, at hun havde indspillet den før efter hendes død. Den første gang han hørte hendes indspilning var dagen efter, at hun døde. Joplins version toppede hitlisterne som hendes eneste nummer ét, og i 2004 blev den rangeret som nummer 148 på Rolling Stone's liste over the 500 Greatest Songs of All Time.

## Hitlisteplacering (Roger Miller version)
| Chart (1969)                                 | Peak stilling |
| -------------------------------------------- | ------------- |
| Amerikanske Billboard Hot Country single     | 12            |
| Amerikanske Billboard Boblende Under Hot 100 | 22            |
| Canadiske RPM Land Spor                      | 3             |

## Udvalg over indspillede versioner
- 1969 Roger Miller - album Roger Miller
- 1969 Kenny Rogers & The First Edition - album Ruby, Don't Take Your Love to Town
- 1970 Ramblin' Jack Elliott - album Bull Durham Sacks & Railroad Tracks
- 1970 The Statler Brothers - album Bed of Rose's
- 1970 Gordon Lightfoot - album Sit Down Young Stranger
- 1970 Kris Kristofferson - album Kristofferson
- 1970 Bill Haley & His Comets - album Rock Around the Country.
- 1970 Sam The Sham - single "Me And Bobby McGee/Key To The Highway" (Atlantic #2757)
- 1971 John Mogensen som "Carsten Levin" på albummet John (1973)
- 1971 Janis Joplin single fra albummet:   Pearl
- 1971 & 1972 Jerry Lee Lewis - album The Killer Rocks On/ B-side af "Would You Take Another Chance on Me"
- 1971 Dottie West - album Have You Heard...
- 1971 Grateful Dead - album Skull & Roses, and numerous other live recordings
- 1971 Loretta Lynn - album I Wanna Be Free
- 1972 Johnny Cash - album På Österåker
- 1972 Charlie McCoy - album Charlie McCoy
- 1972 Jeannie C. Riley  - album Give Myself a Party
- 1973 Waylon Jennings - album Lonesome, On'ry and Mean
- 1973 Chet Atkins - album Alone
- 1973 Thelma Houston - album Thelma Houston
- 1973 Olivia Newton-John - album Let Me Be There
- 1974 Lonnie Donegan - album Lonnie Donegan Meets Leinemann
- 1974 Cornelis Vreeswijk som "Jag och Bosse Lidén" svensk album Getinghonung
- 1984 Joan Baez - album Live Europe '83
- 1994 Blind Melon
- 1994 Melissa Etheridge - album Acoustic
- 1997 Loquillo - album Compañeros de viaje
- 1999 LeAnn Rimes - album LeAnn Rimes
- 1999 Barb Jungr - album Bare
- 2002 Anne Murray - album Country Croonin'
- 2002 Jennifer Love Hewitt - album Bare Naked
- 2002 Waterloo & Robinson som "Ich und BobbyMcGee"  tysk - album Marianne
- 2003 Jerry Jeff Walker - album Too Old To Change
- 2004 Pink - album Live in Europe
- 2005 Dolly Parton - album Those Were The Days
- 2005 Arlo Guthrie - album Live In Sydney
- 2005 Tori Amos live in Hartford 10 April 2005
- 2006 Dale Ann Bradley - album Catch Tomorrow
- 2007 Angela Kalule soundtrack til The Last King of Scotland
- 2007 Caroline af Ugglas - album Joplin på Svenska
- 2008 Amanda Strydom - album kerse teen die donker
- 2010 Crystal Bowersox på American Idol iTunes release of studio version from Top 11 week, and Final 2 week, of season 9
- 2016 Matt Doyle - album Uncontrolled

## Eksterne links
- New Yorker tegnefilm citere den sang
- En SecondHandSongs liste af udvalgte kunstnere, der er omfattet "Me and Bobby McGee"
- Sangteksten til denne sang på MetroLyrics
- FILM:AKUSTISK - Kris Kristofferson udfører "Me and Bobby McGee" og vedrører La Strada af Den Moderne Skole af Film på ArcLight Præsenterer... Arkiveret 5. maj 2014 hos  Wayback Machine